# Ottawa Hills (Ohio)
Pour les articles homonymes, voir Ottawa Hills.
Ottawa Hills est un village américain situé dans le comté de Lucas, dans l'Ohio. Selon le recensement de 2010, sa population est de 4 517 habitants.